# 那不勒斯 (紐約州)
那不勒斯（英語：Naples）是一個位於美國紐約州安大略縣的鎮。

## 人口
根據2020年美國人口普查的數據，那不勒斯的面積為102.78平方千米，皆為陸地。當地共有人口2417人，而人口密度為每平方千米24人。